# Seleção Groenlandesa de Futebol
A Seleção Groenlandesa de Futebol (português brasileiro) ou Selecção Gronelandesa de Futebol (português europeu) representa a Groenlândia em competições de futebol, e é gerida pela Associação de Futebol da Groenlândia. Embora tenha o mesmo status das Ilhas Féroe dentro do Reino da Dinamarca, a Groenlândia não é, como a Seleção Feroesa de Futebol, um membro da FIFA nem de qualquer outra confederação continental, e portanto, não pode participar da Copa do Mundo ou em outros torneios oficiais. A maior parte dos jogos que disputou foram contra as Ilhas Féroe e a Islândia, porém nenhum dos dois países consideraram estas partidas amistosos oficiais. Também realizou partidas contra outras seleções nacionais não reconhecidas pela FIFA, como a do Tibete.
A Groenlândia faz parte da International Island Games Association, e participou dos Jogos Insulares. Era um membro permanente, desde 25 de março de 2006, da NF-Board até 2013, e desde Agosto de 2009 da International Football Union.
A recente aprovação pela FIFA da prática do futebol em campos artificiais, como o FieldTurf, pode possibilitar à Groenlândia a criação de campos que atendam aos requisitos da entidade, e permita a realização de amistosos com outras seleções, e até mesmo a filiação da federação local à UEFA (devido as suas ligações com a Dinamarca) ou à CONCACAF (geograficamente, a Groenlândia faz parte da América do Norte). 
A equipe já teve como treinador o experiente ex-futebolista alemão Sepp Piontek.
Sua primeira partida internacional foi contra as Ilhas Faroe no qual perdeu por 6-0 no dia 2 de julho de 1980, o que foi o pior resultado da sua história. O melhor resultado foi contra Sark no dia 1 de julho de 2003 por 16-0.

## Desempenho nosJogos Insulares
- 1990 - Quarto lugar
- 1992 - Primeira Fase
- 1994 - Quarto lugar
- 1995 - Quarto lugar
- 1997 - Primeira Fase
- 1999 - Quartas de final
- 2001 - Primeira Fase
- 2003 - Primeira Fase
- 2005 - Primeira Fase
- 2007 - Não disputou
- 2009 - Primeira Fase
- 2011 - Primeira Fase
- 2013 - Vice-campeã
- 2015 - Play-offs
- 2017 - Vice-campeã
- 2019 - Torneio não realizado

## Elenco
Jogadores convocados para os Jogos das Ilhas de 2023.
|  | GR | Brian Rosing Kleist     | 28 de novembro de 1994 (30 anos) |    |   | B67 Nuuk                     |  |  |
|  | GR | Peter Berthelsen        | 29 de janeiro de 2000 (25 anos)  |    |   | Nagdlunguaq-48               |  |  |
|  |    |                         |                                  |    |   |                              |  |  |
|  | D  | Morten Fleischer        | 6 de março de 1990 (35 anos)     |    |   | B67 Nuuk                     |  |  |
|  | D  | Adam Ejler              | 13 de janeiro de 1994 (31 anos)  |    |   | HB Køge                      |  |  |
|  | D  | Nuukanguaq Zeeb         | 9 de julho de 1982 (42 anos)     | 14 | 1 | Disko-76                     |  |  |
|  | D  | Katu Madsen             | 4 de junho de 1987 (38 anos)     |    |   | Inuit Timersoqatigiiffiat-79 |  |  |
|  | D  | Kunuuteeraq Isaksen     | 28 de outubro de 1995 (29 anos)  |    |   | Nagdlunguaq-48               |  |  |
|  | D  | Mika Thyssen            | 28 de novembro de 1996 (28 anos) |    |   | Inuit Timersoqatigiiffiat-79 |  |  |
|  | D  | Morten Nystrup          | 31 de agosto de 1996 (28 anos)   |    |   | B67 Nuuk                     |  |  |
|  |    |                         |                                  |    |   |                              |  |  |
|  | M  | Nikki Petersen          | 6 de fevereiro de 1992 (33 anos) |    |   | B67 Nuuk                     |  |  |
|  | M  | Søren Kristiansen       | 6 de julho de 1996 (28 anos)     |    |   | UB-83 Upernavik              |  |  |
|  | M  | Ari Hermann             | 6 de setembro de 1997 (27 anos)  |    |   | B67 Nuuk                     |  |  |
|  | M  | Rene Eriksen Petersen   | 11 de junho de 2001 (24 anos)    |    |   | KÍ Klaksvík                  |  |  |
|  | M  | Mathias Christensen     | 10 de novembro de 2001 (23 anos) |    |   | FC Roskilde                  |  |  |
|  | M  | Karsten Møller Andersen | 28 de novembro de 1989 (35 anos) |    |   | B67 Nuuk                     |  |  |
|  |    |                         |                                  |    |   |                              |  |  |
|  | A  | John-Ludvig Broberg     | 19 de novembro de 1990 (34 anos) | 13 | 6 | B67 Nuuk                     |  |  |
|  | A  | Nemo Thomsen            | 5 de abril de 2004 (21 anos)     | 5  | 6 | Kolding                      |  |  |
|  | A  | Søren Kreutzmann        | 28 de novembro de 2003 (21 anos) |    |   | B67 Nuuk                     |  |  |
|  | A  | Niels-Erik Eriksen      | 29 de maio de 1986 (39 anos)     |    |   | G-44 Qeqertarsuaq            |  |  |

## Recordes
- Atualizado até 13 de julho de 2023

Jogadores em negrito ainda em atividade pela Seleção Groenlandesa.